# الجناح الطائر

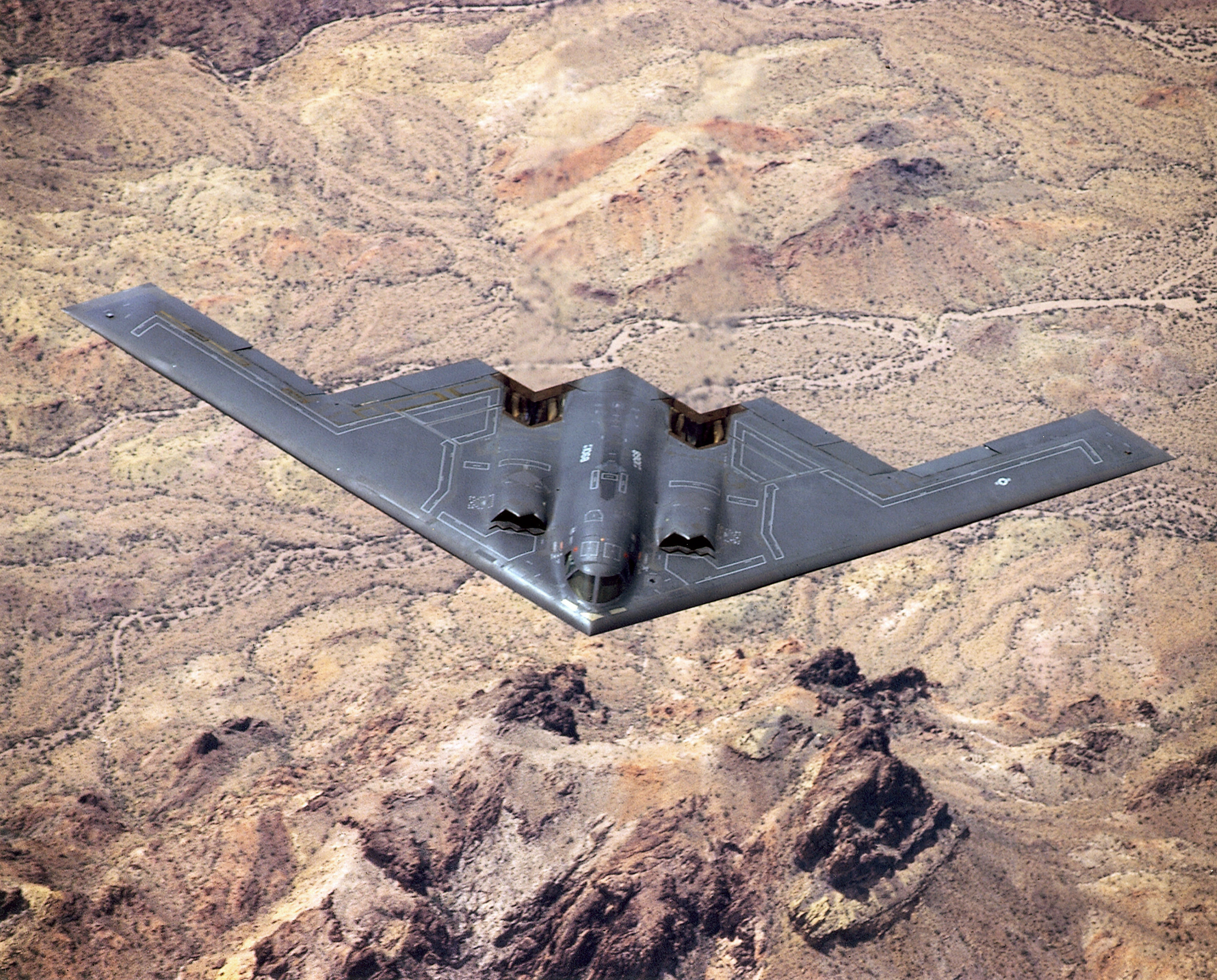
قاذفة القنابل الشبح نورثروب بي 2 سبيريت

الجناح الطائر (flying wing) عبارة عن طائرة ثابتة الجناحين عديمة الذيل ليس لها جسم محدد، طاقمها وحمولتها ووقودها ومعداتها موجودة داخل هيكل الجناح الرئيسي. قد يحتوي الجناح الطائر على نتوءات صغيرة مختلفة مثل القرون، أو الباسنات، أو البثور، أو الأذرع، أو
المثبتات الرأسية.
في بعض الأحيان، يشار إلى تصميمات الطائرات المماثلة، التي ليست من الناحية الفنية أجنحة طائرة، عرضًا على هذا النحو. وتشمل هذه الأنواع الطائرات المخلوطة بجسم الأجنحة وطائرات رفع الأجسام، والتي لها جسم الطائرة وليس لها أجنحة محددة.
الجناح الطائر الخالص هو نظريًا أقل تكوين لتصميم السحب للطائرة ذات الأجنحة الثابتة. ومع ذلك، نظرًا لأنه يفتقر إلى أسطح التثبيت التقليدية وأسطح التحكم المرتبطة بها، فإن الجناح الطائر في أنقى صوره يعاني من عدم الاستقرار ويصعب التحكم فيه.
أصبح التكوين الأساسي للجناح الطائر موضوعًا للدراسة المهمة خلال عشرينيات القرن الماضي، غالبًا بالاقتران مع التصميمات الأخرى الخالية من الذيل. في الحرب العالمية الثانية، أحرزت كل من ألمانيا النازية والحلفاء تقدمًا في تطوير الأجنحة الطائرة. تضاءل الاهتمام العسكري بالجناح الطائر خلال الخمسينيات من القرن الماضي مع تطوير الطائرات الأسرع من الصوت، ولكن تم تجديده في الثمانينيات بسبب قدرتها على تقنية التخفي. أدى هذا النهج في النهاية إلى قاذفة نورثروب غرومان بي 2 سبيريت الشبح. كان هناك اهتمام مستمر باستخدامه في أدوار النقل الكبيرة للبضائع أو الركاب. قامت بوينغ وماكدونيل دوغلاس وأرمسترونغ ويتوورث بدراسات التصميم على الطائرات التجارية ذات الأجنحة. ومع ذلك، لم يتم بناء مثل هذه الطائرات حتى الآن.
يتناسب مفهوم الجناح الطائر في الغالب مع الطائرات دون سرعة الصوت. لم يتم بناء أي جناح طائر أسرع من الصوت.

## تصميم

### ملخص

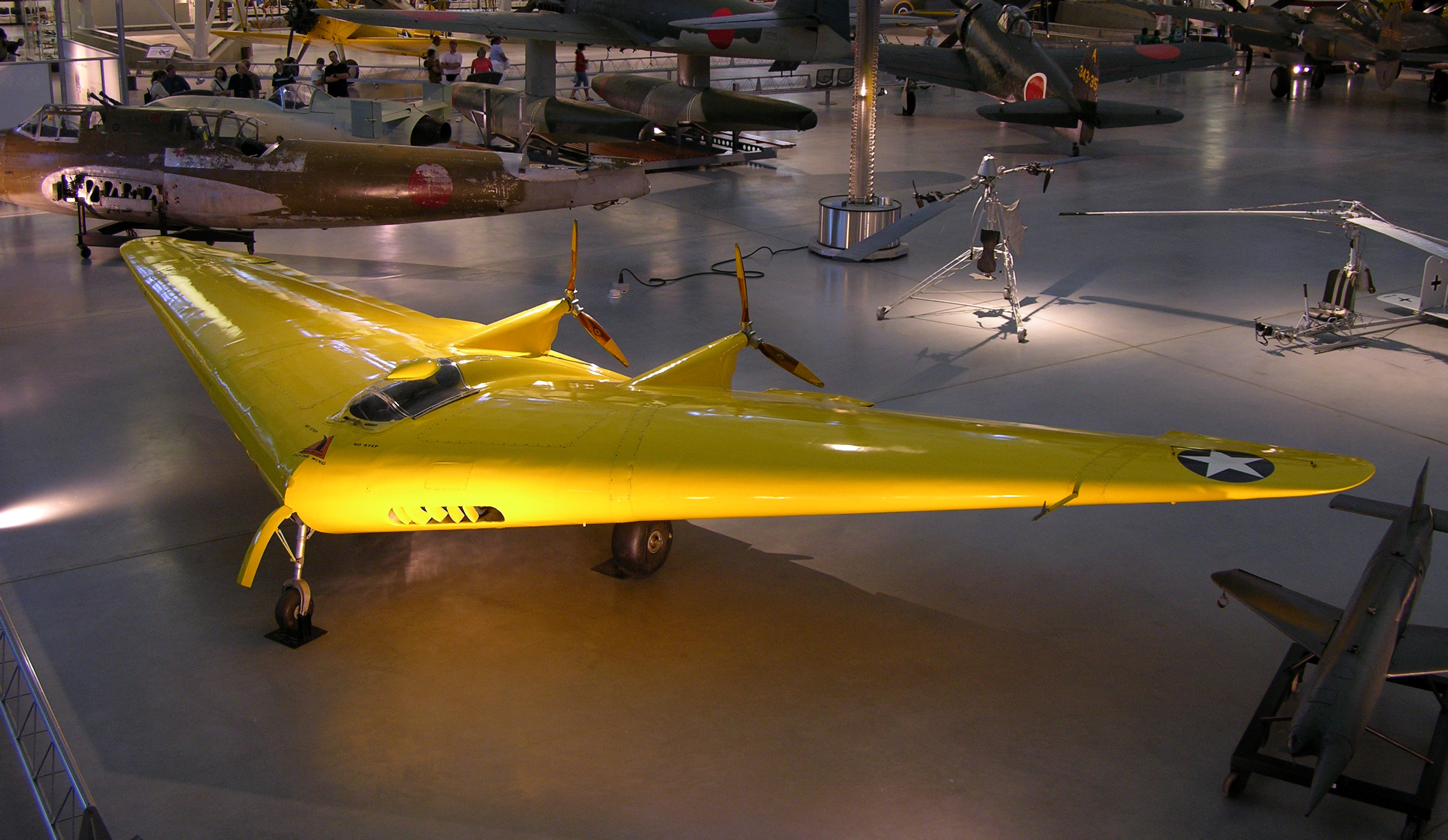
نموذج نورثروب إن-1 إم معروض في مركز ستيفن إف أودفار هازي بالمتحف الوطني للطيران والفضاء

الجناح الطائر عبارة عن طائرة ليس لها جسم أو شكل طائرة محدد، مع طاقم وحمولة ووقود ومعدات موجودة داخل هيكل الجناح الرئيسي. قد يحتوي الجناح الطائر على نتوءات صغيرة مختلفة مثل القرون، أو الباسنات، أو البثور، أو الأذرع، أو المثبتات الرأسية.
يتم تقديم الجناح الطائر النظيف في بعض الأحيان باعتباره التكوين الأكثر فاعلية للديناميكا الهوائية (أقل سحب) للطائرة ذات الأجنحة الثابتة. كما أنه سيوفر كفاءة هيكلية عالية لعمق جناح معين، مما يؤدي إلى وزن خفيف وكفاءة عالية في استهلاك الوقود.
نظرًا لأنه يفتقر إلى أسطح التثبيت التقليدية وأسطح التحكم المرتبطة بها، فإن الجناح الطائر في أنقى صوره يعاني من عيوب متأصلة تتمثل في كونه غير مستقر ويصعب التحكم فيه. يصعب التوفيق بين هذه التنازلات، والجهود المبذولة للقيام بذلك يمكن أن تقلل أو حتى تلغي المزايا المتوقعة من تصميم الجناح الطائر، مثل التخفيضات في الوزن والسحب. علاوة على ذلك، قد تنتج الحلول تصميمًا نهائيًا لا يزال غير آمن للغاية لاستخدامات معينة، مثل الطيران التجاري.
تنشأ صعوبات أخرى من مشكلة تركيب الطيار والمحركات ومعدات الطيران والحمولة كلها داخل عمق قسم الجناح. المشاكل الأخرى المعروفة في تصميم الجناح الطائر تتعلق بالانحراف والانعراج. تمت مناقشة قضايا الانحراف في المقالة الخاصة بالطائرات بدون ذيل التي لا تحتوي على اللوح الخلفي. تتم مناقشة مشاكل الانعراج أدناه.

### التصميم الهندسي
سيكون للجناح الذي يتم تصنيعه بعمق كافٍ لاحتواء الطيار والمحركات والوقود والهيكل السفلي والمعدات الضرورية الأخرى مساحة أمامية متزايدة، مقارنةً بالجناح التقليدي وجسم الطائرة الرقيق الطويل. يمكن أن يؤدي هذا في الواقع إلى سحب أعلى وبالتالي كفاءة أقل من التصميم التقليدي. عادةً ما يكون الحل المعتمد في هذه الحالة هو الحفاظ على الجناح رقيقًا بدرجة معقولة، ثم يتم تزويد الطائرة بمجموعة متنوعة من البثور والقرون والكنزات والزعانف وما إلى ذلك لتلبية جميع احتياجات الطائرة العملية.
تصبح المشكلة أكثر حدة عند السرعات فوق الصوتية، حيث يرتفع سحب الجناح السميك بشكل حاد ومن الضروري أن يصبح الجناح رقيقًا. لم يتم بناء أي جناح طائر أسرع من الصوت.

### استقرار الاتجاه
لكي تطير أي طائرة بدون تصحيح مستمر، يجب أن تتمتع بثبات اتجاهي في الانحراف.
تفتقر الأجنحة الطائرة إلى أي مكان لتوصيل مثبت رأسي فعال أو زعنفة. يجب أن تلتصق أي زعنفة مباشرة بالجزء الخلفي من الجناح، مما يعطي ذراعًا مؤقتًا صغيرًا من المركز الديناميكي الهوائي، وهذا بدوره يعني أن الزعنفة غير فعالة ولكي تكون فعالة، يجب أن تكون منطقة الزعنفة كبيرة. مثل هذه الزعنفة الكبيرة لها وزن وسحب جزاءات، ويمكن أن تلغي مزايا الجناح الطائر. يمكن تقليل المشكلة عن طريق زيادة اكتساح الجناح ووضع زعانف مزدوجة في الخارج بالقرب من الأطراف، كما هو الحال على سبيل المثال في جناح دلتا منخفض النسبة، ولكن بالنظر إلى الانخفاض المقابل في الكفاءة، فإن العديد من الأجنحة الطائرة لها اكتساح لطيف وبالتالي، أفضل استقرار هامشي.
تعتمد نسبة العرض إلى الارتفاع للجناح المنفلت كما يظهر في اتجاه تدفق الهواء على زاوية الانعراج بالنسبة لتدفق الهواء. يزيد الانعراج من نسبة العرض إلى الارتفاع للجناح الرائد ويقلل من الجانب الخلفي. مع اكتساح كافي للخلف، يكون السحب الناجم عن التفاضل الناتج عن دوامات الأطراف والتدفق المتقاطع كافياً لإعادة محاذاة الطائرة بشكل طبيعي.
يستخدم الأسلوب التكميلي الالتواء أو الغسل، مما يقلل من زاوية الهجوم تجاه أطراف الجناح، جنبًا إلى جنب مع مخطط الجناح المائل للخلف. أدرجت دن دي.5 هذا المبدأ وقام المصمم جون وليام دن بنشره في عام 1913. يقلل الغسل من الرفع عند الأطراف لإنشاء منحنى توزيع على شكل جرس عبر الامتداد، كما وصفه لودفيج براندتل في عام 1933، ويمكن استخدام هذا لتحسين الوزن والسحب لمقدار معين من الرفع.
حل آخر هو زاوية أو تحريك أقسام طرف الجناح إلى أسفل مع وجود أنههدرا كبير، مما يؤدي إلى زيادة المساحة في الجزء الخلفي من الطائرة عند النظر إليها من الجانب. عند دمجها مع عملية المسح والابتعاد، يمكن أن تحل مشكلة أخرى. مع توزيع الرفع الإهليلجي التقليدي، يتسبب الارتفاع الهابط في زيادة السحب المستحث الذي يتسبب في انحراف الطائرة عن الدوران («الانعراج المعاكس»). تؤدي زوايا الانجراف إلى توجيه صافي المتجه الديناميكي الهوائي (الرفع بالإضافة إلى السحب) للأمام حيث تقل زاوية الهجوم، وفي أقصى الحدود، يمكن أن يؤدي ذلك إلى إنشاء دفع أمامي صافٍ. تؤدي استعادة المصعد الخارجي من خلال الارتفاع إلى إحداث قوة دفع طفيفة للقسم الخلفي (الخارجي) من الجناح أثناء الانعطاف. يقوم هذا المتجه بشكل أساسي بسحب الجناح الخلفي للأمام لإحداث «انعراج عكسي»، مما يؤدي إلى حدوث انعطاف منسق بشكل طبيعي. في محاضرته التي ألقاها عام 1913 أمام جمعية الطيران في بريطانيا العظمى، وصف دن التأثير بأنه «مكسب عرضي». لم يتم إثبات وجود الانعراج العكسي إلا بعد أن طارت ناسا مظاهرة برانتل-دي الخالية من الذيل.

### التحكم في الانعراج
في بعض تصميمات الأجنحة الطائرة، فإن أي زعانف استقرار ودفات التحكم المرتبطة بها ستكون بعيدة جدًا بحيث يكون لها تأثير كبير، وبالتالي يتم توفير وسائل بديلة للتحكم في الانعراج أحيانًا.
أحد الحلول لمشكلة التحكم هو السحب التفاضلي: يتم زيادة السحب بالقرب من أحد أطراف الجناح بشكل مصطنع، مما يتسبب في انحراف الطائرة في اتجاه ذلك الجناح. تشمل الطرق النموذجية ما يلي:
- انقسام الجنيحات (Split ailerons): يتحرك السطح العلوي لأعلى بينما يتحرك السطح السفلي لأسفل. يؤدي تقسيم الجنيح على جانب واحد إلى إحداث الانعراج عن طريق إنشاء تأثير فرملة هوائية تفاضلية.
- مثبطات الرفع (Spoilers): يتم رفع سطح مفسد في جلد الجناح العلوي لتعطيل تدفق الهواء وزيادة السحب. يصاحب هذا التأثير عمومًا فقدان المصعد، والذي يجب تعويضه إما عن طريق الطيار أو بميزات التصميم المعقدة.
- السبويلرون (Spoilerons): سطح علوي يعمل أيضًا على تقليل الرفع (ما يعادل انحراف الجنيح لأعلى)، مما يتسبب في انحناء الطائرة في اتجاه الانعطاف - تؤدي زاوية اللف إلى تحرك رفع الجناح في اتجاه الدوران، مما يقلل من مقدار السحب المطلوب لتحويل المحور الطولي للطائرة.

نتيجة طريقة السحب التفاضلي هي أنه إذا قامت الطائرات بمناورات متكررة، فإنها ستؤدي إلى السحب بشكل متكرر. لذا فإن الأجنحة الطائرة تكون في أفضل حالاتها عند الإبحار في الهواء الساكن: في الهواء المضطرب أو عند تغيير المسار، قد تكون الطائرة أقل كفاءة من التصميم التقليدي.

### التصاميم ذات الصلة
تم وصف بعض الطائرات ذات الصلة التي لا تطير بأجنحة بشكل صارم على هذا النحو.
بعض الأنواع، مثل جناح نورثروب الطائر (NX-216H)، لا يزال لديها مثبت خلفي مثبت على أذرع الذيل، على الرغم من أنها تفتقر إلى جسم الطائرة.
العديد من الطائرات الشراعية المعلقة والطائرات الصغيرة خفيفة الوزن عديمة الذيل. على الرغم من الإشارة إليها أحيانًا باسم الأجنحة الطائرة، إلا أن هذه الأنواع تحمل الطيار (والمحرك عند تركيبه) أسفل هيكل الجناح بدلاً من داخله، وبالتالي فهي ليست أجنحة طيران حقيقية.
تمثل الطائرة ذات مخطط دلتا المنجرف بحدة والقسم المركزي العميق حالة حدودية بين الجناح الطائر وجسم الجناح المخلوط و/أو تكوينات جسم الرفع.

## تاريخ

حلق الألماني هورتن هو 229 خلال الأيام الأخيرة من الحرب العالمية الثانية وكان أول جناح طيران يعمل بالطاقة.

### البحث المبكر

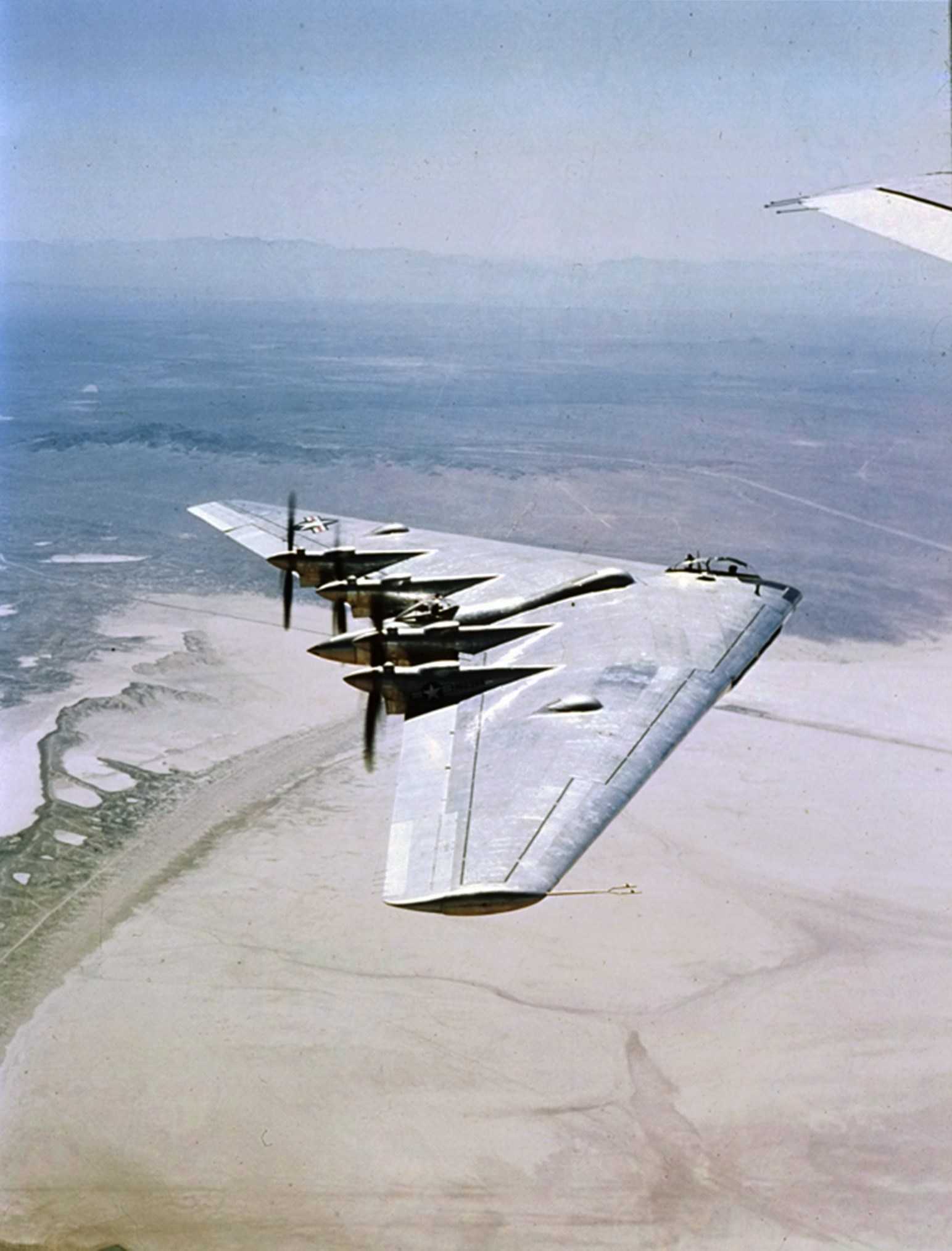
بدأ النموذج الأولي لمفجر نورثروب YB-35 في تطويره خلال الحرب العالمية الثانية.

لقد تم تجربة الطائرات التي لايوجد لها طيار منذ المحاولات الأولى للطيران. كان البريطاني جون وليام دن رائدًا مبكرًا، فقد أظهرت تصميماته ذات الجناحين المكسورين والطائرة أحادية السطح استقرارًا متأصلًا في وقت مبكر من عام 1910. أثر عمله بشكل مباشر على العديد من المصممين الآخرين، بما في ذلك جيفري تيرينس رولاند هيل، الذين طوروا سلسلة من تصميمات الطائرات التجريبية الخالية من الذيل، والمعروفة مجتمعة باسم ويستلاند هيل Pterodactyls، خلال عشرينيات وأوائل ثلاثينيات القرن العشرين. على الرغم من المحاولات لمتابعة أوامر من وزارة الطيران، تم إلغاء برنامج الزاحف المجنح في نهاية المطاف خلال منتصف ثلاثينيات القرن الماضي قبل أي طلب لـ Mk. صدر السادس.
حصل هوجو يونكرز الألماني على براءة اختراع لمفهوم النقل الجوي الخاص به في الجناح فقط في عام 1910، حيث رأى أنه حل طبيعي لمشكلة بناء طائرة كبيرة بما يكفي لتحمل حمولة معقولة من الركاب ووقودًا كافيًا لعبور المحيط الأطلسي في الخدمة المنتظمة. كان يعتقد أن الحجم الداخلي الكبير المحتمل للجناح الطائر والسحب المنخفض جعله تصميمًا واضحًا لهذا الدور. تم دمج جناحه أحادي السطح ذو الوتر العميق في طائرة يونكرز J 1 التقليدية في ديسمبر 1915. في عام 1919، بدأ العمل في تصميمه «العملاق» (JG1)، الذي يهدف إلى جلوس الركاب داخل جناح سميك، ولكن بعد ذلك بعامين أمرت لجنة التحكم في طيران الحلفاء بتدمير طائرة (JG1) غير المكتملة لتجاوز حدود حجم الطائرات الألمانية بعد الحرب. ابتكر يونكرز أجنحة طيران مستقبلية لما يصل إلى 1000 راكب؛ كان أقرب ما يمكن إدراكه هو طائرة ركاب يونكرز جي 38 التي تتسع لـ 34 مقعدًا عام 1931، والتي تضمنت جناحًا كثيفًا كبيرًا يوفر مساحة للوقود والمحركات وكابينتين للركاب. ومع ذلك، فإنه لا يزال يتطلب جسمًا قصيرًا لإيواء الطاقم والركاب الإضافيين.
بدأ السوفيتي بوريس إيفانوفيتش تشيرانوفسكي في اختبار الطائرات الشراعية ذات الأجنحة الطائرة وعديمة الذيل في عام 1924. بعد عشرينيات القرن الماضي، عمل المصممون السوفييت مثل تشيرانوفسكي بشكل مستقل وسري تحت حكم ستالين. مع اختراق كبير في المواد وطرق البناء، أصبحت الطائرات مثلBICh-3،  BICh-14، BICh-7 ممكنة. ظهر رجال مثل تشيزيفسكي وأنتونوف أيضًا في دائرة الضوء لدى الحزب الشيوعي من خلال تصميم طائرات مثل (BOK-5) عديمة الذيل (تشيزيفسكيج) و (OKA-33) (الأولى على الإطلاق التي بناها أنتونوف) والتي تم تصنيفها على أنها «مزودة بمحركات الطائرات الشراعية» نظرًا لتشابهها مع الطائرات الشراعية الشعبية في ذلك الوقت. تنافست (BICh-11)، التي طورها تشيرانوفسكي في عام 1932، مع الأخوين هورتن H1 وأدولف غالاند في منافسات (Ninth Glider) في عام 1933، ولكن لم يتم عرضها في دورة الألعاب الأولمبية الصيفية لعام 1936 في برلين.

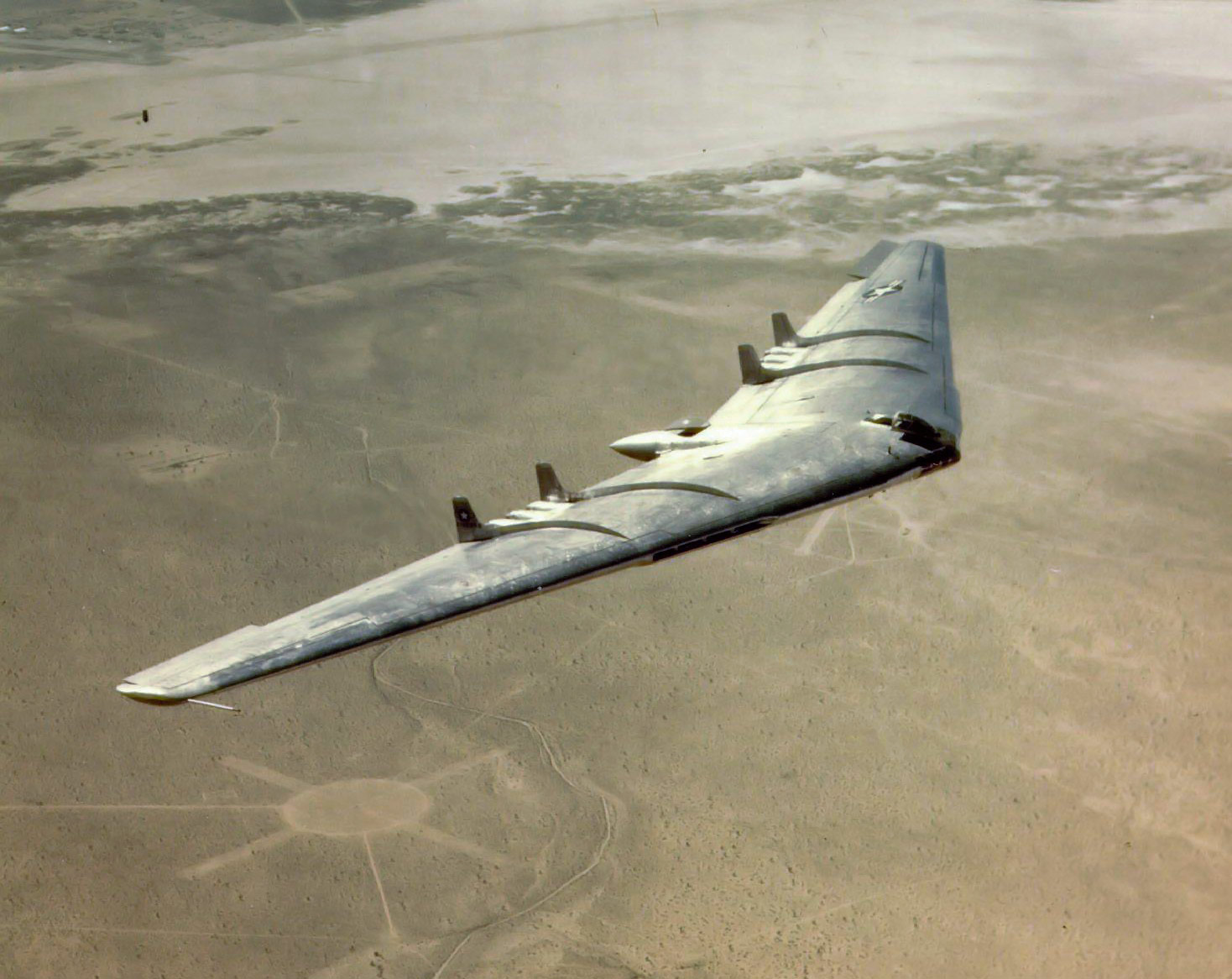
كانت نورثروب واي بي-49 هي قاذفة (YB-35) التي تم تحويلها إلى طاقة نفاثة.

في الولايات المتحدة، منذ ثلاثينيات القرن الماضي، عمل جاك نورثروب وتشيستون إل إيشلمان بشكل مستقل على تصميماتهما الخاصة. طار نورثروب إن-1 إم، وهو نموذج أولي لمقاتلة بعيدة المدى، لأول مرة في عام 1940. كان إيشلمان (FW-5)، والذي كان يشار إليه عادة باسم «الجناح» (The Wing)، عبارة عن مقصورة تجريبية أحادية السطح. أمثلة أخرى من ثلاثينيات القرن العشرين للأجنحة الطائرة الحقيقية تشمل طائرة شراعية AV3 للفرنسي تشارلز فوفيل عام 1933 والطائرة الشراعية الأمريكية (Freel Flying Wing) التي تم إطلاقها في عام 1937. تتميز بجناح هوائي مستقر ذاتيًا على جناح مستقيم.[بحاجة لمصدر]
خلال الحرب العالمية الثانية، أصبحت القضايا الديناميكية الهوائية مفهومة بشكل كافٍ لبدء العمل على مجموعة من النماذج الأولية التمثيلية للإنتاج. في ألمانيا النازية، كان الأخوان هورتن من المؤيدين المتحمسين لتكوين الجناح الطائر، وقاموا بتطوير تصميماتهم الخاصة حوله - بشكل فريد في ذلك الوقت باستخدام «توزيع الرفع على شكل جرس» في برانتل. إحدى هذه الطائرات التي أنتجوها كانت طائرة شراعية هورتن (H.IV)، والتي تم إنتاجها بأعداد منخفضة بين عامي 1941 و 1943. استندت العديد من التصميمات العسكرية الألمانية الأخرى في أواخر الحرب إلى مفهوم الجناح الطائر، أو أشكال مختلفة منه، كحل مقترح لتوسيع نطاق الطائرات قصيرة المدى التي تعمل بمحركات نفاثة مبكرة.
طار النموذج الأولي لطائرة هورتن هو 229 النفاثة النفاثة لأول مرة في عام 1944. لقد جمعت بين تصميم الجناح الطائر، أو نورفلوغل، مع زوج من محركات يونكرز جومو 004 النفاثة في هيكلها الثاني، أو نموذج "V2" (V لـ Versuch)؛ على هذا النحو، كان أول جناح طائر نقي في العالم يتم تشغيله بواسطة محركات نفاثة مزدوجة، ويقال إنه تم إطلاقه لأول مرة في مارس 1944. قام إروين زيلر بقيادة محرك V2، الذي قُتل عندما أدى الاشتعال في أحد محركاته إلى تحطم الطائرة. تم وضع الخطط لإنتاج النوع مثل (Gotha Go 229) خلال المراحل الأخيرة من الصراع. على الرغم من النوايا لتطوير (Go 229) و (Go P.60) المحسّن للعديد من الأدوار، بما في ذلك كمقاتل ليلي، لم يتم الانتهاء من بناء (Go 229) أو (Go P.60) من Gotha. تم الاستيلاء على النموذج الأولي الثالث "V3" أو النموذج الأولي الثالث الذي لم يتم تطويقه أو اكتماله تقريبًا من قبل القوات الأمريكية وأعيد للدراسة؛ انتهى به الأمر في المخزن في مؤسسة سميثسونيان.
قام الحلفاء أيضًا بالعديد من التطورات ذات الصلة في هذا المجال باستخدام توزيع رفع بيضاوي تقليدي مع أسطح ذيل عمودية. خلال شهر كانون الأول (ديسمبر) 1942، طارت شركة نورثروب إن-9 إم، وهي طائرة تطوير ذات نطاق الثلث لطائرة قاذفة بعيدة المدى مقترحة؛ تم إنتاج العديد منها، تم إلغاؤها جميعًا باستثناء واحدة بعد إنهاء برنامج القاذفة. في بريطانيا، تم إطلاق طائرة باينز بات الشراعية خلال زمن الحرب. كانت طائرة تجريبية بحجم الثلث تهدف إلى اختبار التكوين من أجل تحويل محتمل للدبابات إلى طائرات شراعية مؤقتة.
كانت الطائرة البريطانية أرمسترونغ ويتوورث AW52 G عام 1944 عبارة عن سرير اختبار شراعي لطائرة ركاب كبيرة ذات أجنحة طيران كبيرة قادرة على خدمة الطرق عبر المحيط الأطلسي. تم اتباع AW52G لاحقًا بواسطة آرمسترونغ ويتوورث AW52، وهو نموذج يعمل بالطاقة النفاثة من المعدن بالكامل وقادر على سرعات عالية للعصر؛ تم إيلاء اهتمام كبير للتدفق الصفحي. تم إطلاق الطائرة (AW52) لأول مرة في 13 نوفمبر 1947، وقد أسفرت عن نتائج مخيبة للآمال؛ تحطم النموذج الأولي الأول دون خسائر في الأرواح في 30 مايو 1949، وكانت المناسبة أول استخدام طارئ لمقعد طرد من قبل طيار بريطاني. ظلت الطائرة (AW52) الثانية تحلق مع مؤسسة الطائرات الملكية حتى عام 1954.
استمرت المشاريع في فحص الجناح الطائر خلال فترة ما بعد الحرب. أدى العمل في نورثروب إن-1 إم إلى قاذفة بعيدة المدى YB-35، حيث كانت آلات ما قبل الإنتاج تحلق في عام 1946. تم استبدال هذا في العام التالي بتحويل النوع إلى طاقة نفاثة مثل واي بي-49 لعام 1947. لم يقدم التصميم ميزة كبيرة في النطاق، وقدم عددًا من المشكلات الفنية ولم يدخل الإنتاج. في الاتحاد السوفيتي، أصبحت BICh-26 واحدة من أولى المحاولات لإنتاج طائرة نفاثة أسرع من الصوت تحلق بأجنحة في عام 1948؛ أشار مؤلف الطيران بيل جونستون إلى أن BICh-26 كانت سابقة لعصرها. ومع ذلك، لم يتم قبول الطائرة من قبل الجيش السوفيتي وتوفي التصميم مع تشيرانوفسكي.
اختارت العديد من الدول الأخرى أيضًا تنفيذ مشاريع أجنحة الطيران. كانت تركيا واحدة من هذه الدول، حيث أنتجت ترك هافا كورومو أوشاك فابريكاسي الطائرة الشراعية (THK-13) التي لم تزل خلال عام 1948. استكشف العديد من المصنّعين البريطانيين المفهوم أيضًا في هذا الوقت. المقترحات المبكرة لـ أفرو فولكان، قاذفة استراتيجية مسلحة نوويًا صممها روي تشادويك، استكشفت أيضًا العديد من ترتيبات الجناح الطائر، على الرغم من أن التصميم النهائي كان له جسم الطائرة.
كان هناك اهتمام مستمر بالجناح الطائر لأدوار النقل الكبيرة للبضائع أو الركاب. قامت بوينغ وماكدونيل دوغلاس وأرمسترونغ ويتوورث بدراسات التصميم على الطائرات ذات الأجنحة الطائرة. ومع ذلك، لم يتم بناء مثل هذه الطائرات حتى الآن.
بعد وصول الطائرات الأسرع من الصوت خلال الخمسينيات من القرن الماضي، تم تقليص الاهتمام العسكري بالجناح الطائر بسرعة، حيث يتعارض مفهوم تبني جناح سميك يستوعب الطاقم والمعدات بشكل مباشر مع الجناح الرقيق الأمثل للرحلة الأسرع من الصوت.
تجدد الاهتمام بالأجنحة الطائرة في الثمانينيات بسبب المقاطع العرضية المنخفضة المحتملة لانعكاس الرادار. تعتمد تقنية التخفي على الأشكال التي تعكس موجات الرادار في اتجاهات معينة فقط، مما يجعل من الصعب اكتشاف الطائرة ما لم يكن مستقبل الرادار في موضع معين بالنسبة للطائرة - وهو موضع يتغير باستمرار أثناء تحرك الطائرة. أدى هذا النهج في النهاية إلى نورثروب غرومان بي 2 سبيرت، وهي قاذفة خفية ذات جناح طائر. في هذه الحالة، المزايا الديناميكية الهوائية للجناح الطائر ليست الأسباب الرئيسية لاعتماد التصميم. ومع ذلك، فإن أنظمة الطيران عن طريق الأسلاك الحديثة التي يتم التحكم فيها بواسطة الكمبيوتر تسمح بتقليل العديد من العيوب الديناميكية الهوائية للجناح الطائر، مما يجعل قاذفة بعيدة المدى فعالة ومستقرة بشكل فعال.
نظرًا للحاجة العملية إلى وجود جناح عميق، فقد تم اعتماد مفهوم الجناح الطائر في الغالب للطائرات دون سرعة الصوت. كان هناك اهتمام مستمر باستخدامه في دور النقل الكبير حيث يكون الجناح عميقًا بما يكفي لحمل البضائع أو الركاب. قام عدد من الشركات، بما في ذلك بوينغ وماكدونل دوغلاس وآرمسترونغ ويتوورث، بإجراء دراسات التصميم على الطائرات ذات الأجنحة الطائرة حتى الآن؛ ومع ذلك، لم يتم بناء مثل هذه الطائرات حتى عام 2020. 

جناح طائر ثنائي الاتجاه، منظر من أعلى إلى أسفل

الجناح الطائر ثنائي الاتجاه هو مفهوم هندسي متغير يشتمل على جناح طويل دون سرعة الصوت وجناح أسرع من الصوت قصير المدى، متصل على شكل صليب غير متكافئ. المقترح في عام 2011، سيكون للجناح منخفض السرعة جنيح سميك ومستدير قادر على احتواء الحمولة الصافية وامتداد طويل لتحقيق كفاءة عالية، في حين أن الجناح عالي السرعة سيكون له جناح رفيع وحاد الحواف وامتداد أقصر للأداء المنخفض اسحب بسرعة تفوق سرعة الصوت. ستقلع المركبة وتهبط مع الجناح منخفض السرعة عبر تدفق الهواء، ثم تدور ربع دورة بحيث يواجه الجناح عالي السرعة تدفق الهواء من أجل السفر الأسرع من الصوت. قامت وكالة ناسا بتمويل دراسة لهذا الاقتراح. يُزعم أن التصميم يوفر مقاومة منخفضة للموجة وكفاءة عالية دون سرعة الصوت وتقليل حاجز الصوت.
منذ نهاية الحرب الباردة، تم إنتاج العديد من الطائرات بدون طيار (UAVs) التي تتميز بالجناح الطائر. وقد استخدمت الدول عادة مثل هذه المنصات للاستطلاع الجوي؛ وتشمل هذه الطائرات بدون طيار لوكيهيد مارتن آر كيو-170 سنتينال  ونورثروب غرومان تيرن وجناح Nanning Huishi Flying. جربت الشركات المدنية أيضًا الطائرات بدون طيار، مثل فيسبوك أكويلا، كأقمار صناعية في الغلاف الجوي. تم إنتاج نماذج أولية مختلفة من المركبات الجوية القتالية غير المأهولة (UCAVs)، بما في ذلك داسو نيرون، سوخوي إس-70 أوخوتنيك-بي، وبي إيه سيستمز تارانيس.

### فهرس
- Gunston، Bill (1996). "Beyond the Frontiers: Northrop's Flying Wings". Aerospace Publishing. London ع. Volume 2: 24–37. ISBN:1-874023-69-7. ISSN:1361-2034. {{استشهاد بدورية محكمة}}: |العدد= يحتوي على نص زائد (مساعدة).
- Mettam، H.A. (26 مارس 1970)، "The Pterodactyl Story"، Flight International، ج. 97، ص. 514–518، مؤرشف من الأصل في 2022-07-19
- Moir، Ian؛ Seabridge، Allan G. (2008)، Aircraft Systems: Mechanical, Electrical and Avionics Subsystems Integration، Hoboken, New Jersey: John Wiley & Sons، ISBN:978-0-4700-5996-8.
- O'Leary، Michael (يونيو 2007). "The Shape of Wings to Come". ج. 35. ص. 65–68. {{استشهاد بمجلة}}: الاستشهاد ب$1 يطلب |$2= (مساعدة)
- The Illustrated Encyclopedia of Aircraft (Part Work 1982-1985). Orbis Publishing.
- Pelletier، Alain J. "Towards the Ideal Aircraft? The Life and Times of the Flying Wing Part One: Beginnings to 1945". Air Enthusiast ع. 64, July–August 1994: 2–17. ISSN:0143-5450..
- Sturtivant، R. (1990). British Research and Development Aircraft. G.T. Foulis. ص. 45. ISBN:0854296972..
- Sweetman، Bill (2005)، Lockheed Stealth، North Branch, Minnesota: Zenith Imprint، ISBN:978-0-7603-1940-6.
- Tapper، O. (1973). Armstrong-Whitworth Aircraft since 1913. London: Putnam. ص. 287–96.

## روابط خارجية
- تاريخ الجناح الطائر في قرن الطيران.
- صفحة Nurflügel
- رحلة إلى المستقبل بقلم جو مزراحي، أجنحة، أبريل 1999، المجلد. 29، رقم 2
- جلين إدواردز والجناح الطائر
- " Flying Wings Are Coming "، Popular Mechanics، 77، No. 3، March 1942. pp. 14–15، 190، 192-193.